# محمد علي النصري
محمد علي النصري هو سياسي تونسي وعضو المجلس الوطني التأسيسي عن حركة نداء تونس، وُلد في 16 مارس 1964 بولاية القصرين. اُنتخب في انتخابات المجلس الوطني التأسيسي في 23 أكتوبر 2012 عن حزب المؤتمر من أجل الجمهورية ثم تحول في 2012 لحركة نداء تونس.